# Готьє де Тессьєр
Готьє де Тессьєр (фр. Gauthier de Tessières, 9 листопада 1981) — французький гірськолижник, чемпіон світу.
Золоту медаль чемпіона світу де Тессьєр виборов у складі збірної Франції в командних змаганнях із паралельного гігантського слалому на чемпіонаті світу 2011, що проходив у Гарміш-Партенкірхені.